# Office central de lutte contre la corruption et les infractions financières et fiscales
Pour les articles homonymes, voir OCLC (homonymie).
L'Office central de lutte contre la corruption et les infractions financières et fiscales (OCLCIFF) est, en France, un service de la Direction centrale de la Police judiciaire créé par décret le 25 octobre 2013.
Il est compétent « dans les domaines de la corruption nationale et internationale, les atteintes à la probité, les infractions au droit des affaires, la fraude fiscale complexe et le blanchiment de ces infractions. ».
Une circulaire du ministère de la justice précise le champ de compétence, en le complétant des 
« infractions en matière de financement de la vie politique [et] délits de fraude électorale lorsque les affaires sont ou paraissent d'une grande complexité, ainsi qu’au blanchiment de ces infractions et aux infractions qui leur sont connexes ».

## Historique
L'OCLCIFF — avec les lois relatives à la transparence de la vie publique — est l'un des premiers dispositifs mis en place pour « lutter de manière déterminée contre toutes les formes de fraudes et d’atteintes à la probité portant atteinte tant à la solidarité nationale qu’à l’exemplarité de la République ».
L’office est composé de l’ancienne division nationale d’investigations financières et fiscales (DNIFF), qui comprenait la brigade nationale de répression de la délinquance fiscale (BNRDF), la brigade nationale de lutte contre la corruption et la criminalité financière (BNLCCF), et l'unité d'appui stratégique (UAS) ,.
En juillet 2019, l'OCLCIFF est placé sous la responsabilité de la sous-direction de la lutte contre la criminalité financière.

## Missions, effectifs
Le service « hautement spécialisé » est composé, en 2016, de 83 policiers, gendarmes et agents de la direction générale des finances publiques « rompus aux enquêtes financières ». Le Monde indique en 2024 que l'office est chroniquement sous-doté.
Les enquêtes complexes et sensibles, ayant souvent des ramifications internationales, lui sont notamment confiées par le parquet national financier (PNF), mis en place à l'issue de l'affaire Cahuzac afin de lutter contre la corruption et l'évasion fiscale,. Fin 2016, l'OCLCIFF s'occupe de 300 dossiers dont la moitié concerne la fraude fiscale.
L'office est divisé en deux brigades et une unité d'appui stratégique :
- la brigade nationale de lutte contre la corruption et la criminalité financière,
- la brigade nationale de répression de la délinquance fiscale,
- l’unité d’appui stratégique, « chargée du recueil de renseignements, de sa centralisation et de l’analyse » des dossiers relevant de la compétence de l'office.

Dans le cadre de la prévention et de la répression de la corruption, l'OCLCIFF représente la France auprès des institutions internationales (ONU, OCDE, etc.), il forme également des policiers et des magistrats en France et à l'étranger.